# Amphiprion allardi
Espèce
Le Poisson-clown d'Allard, (Amphiprion allardi) est une espèce de poissons osseux de la famille des pomacentridés.

## Répartition
Le Poisson-clown d'Allard est présent dans l'ouest de l'océan Indien.

## Association
Le Poisson-clown d'Allard forme des associations avec les anémones de mer Entacmaea quadricolor, Heteractis aurora, et Stichodactyla mertensii.